# Pescosansonesco
Pescosansonesco est une commune de la province de Pescara dans les Abruzzes en Italie.

## Administration
| Période                                  | Période  | Identité             | Étiquette | Qualité |
| ---------------------------------------- | -------- | -------------------- | --------- | ------- |
| 30 mai 2006                              | En cours | Domenico Di Gregorio |           |         |
| Les données manquantes sont à compléter. |          |                      |           |         |

### Hameaux
Colle della Guardia, Dogli e Decontra

### Communes limitrophes
Bussi sul Tirino, Capestrano (AQ), Castiglione a Casauria, Corvara, Pietranico